# Eva Arias
Eva Carolina Arias Viñas (nacida el 1 de abril de 1985 en Santo Domingo) es una modelo y actriz dominicana. Eva es la  Miss República Dominicana 2010.

## Miss República Dominicana
Eva participó en Miss República Dominicana 2006  quedando como primera finalista siendo la ganadora Mía Taveras. A pesar de su popularidad, y de ser la candidata predilecta durante la competencia. 
En 2010, Eva volvió a ser candidata de Miss República Dominicana 2010 representando a su provincia natal Espaillat, y convirtiéndose así en la Miss República Dominicana de ese año. 
Representó a la República Dominicana el 23 de agosto de 2010 en Las Vegas en el concurso Miss Universo 2010 donde no llegó al grupo de las semi-finalistas.
Ha tenido diversos proyectos de moda , y desfiles en pazarelas tanto en República Dominicana, como en Italia.
| Predecesor: Ada de la Cruz | Miss República Dominicana Universo 2010 | Sucesor: Dalia Fernández |